# Altica alticola
Altica alticola es una especie de  coleóptero de la familia Chrysomelidae. Fue descrita científicamente por primera vez en 1992 por Wang.